# Мориц Гессенский
Мориц Гессенский (полное имя — Мориц Фридрих Карл Эммануил Гумберт) (6 августа 1926 — 23 мая 2013) — немецкий аристократ, бизнесмен и коллекционер, титулярный глава Гессенского дома (великий герцог Гессенский и Рейнский), титулярный Король Финляндии, титулярный ландграф Гессен-Кассель-Румпенхеймский (25 октября 1980 — 23 мая 2013).

## Биография
Родился в замке Раккониджи в Северной Италии. Старший сын принца Филиппа Гессен-Румпенхаймского (1896—1980) и его жены, Мафальды Савойской (1902—1944), родной сестры  короля Италии Умберто II.
Принц Филипп, отец принца Мориса, первоначально активно симпатизировал нацизму и занимал должность губернатора региона Гессен-Нассау, однако в середине 1943 года был снят со всех постов, и последние два года войны провёл в заключение в концлагере Флоссенбюрг. Его супруга, принцесса Мафальда, мать принца Морица, арестованная тогда же, погибла в концентрационном лагере Бухенвальд, причём семье вплоть до конца войны ничего не сообщалось о её смерти.
Провёл юношеские годы в Риме и Касселе. После смерти матери проживал в городе Кронберг. После военной службы  изучал сельское хозяйство.
В 1968 году, после смерти принца Людвига Гессенского, Филипп Гессен-Руипенхаймский (отец Морица) стал титулярным великим герцогом Гессенским и Рейнским.
25 октября 1980 года после смерти своего отца Филиппа Гессен-Румпенхеймского, Мориц Гессенский, как старший из его трёх сыновей, стал титулярным главой Гессенского дома и сохранял этот статус вплоть до смерти.
Мориц Гессенский являлся известным коллекционером произведений искусства.
23 мая 2013 года 86-летний Мориц Гессенский скончался от болезни легких в больнице города Франкфурта-на-Майне.

## Семья и дети
Летом 1964 года Мориц  женился на принцессе Татьяне фон Сайн-Витгенштейн-Берлебург (род. 31 июля 1940), дочери Густава-Альбрехта, 5-го принца фон Сайн-Витгенштейе-Берлебург (1907—1944) и Маргариты Фуше (1909—2005). Супруги развелись в 1974 году. В браке у них было четверо детей:
- Мафальда Маргарита Гессенская (род. 6 июля 1965), была замужем трижды: 1-й муж с июля 1989 года граф Энрико Мароне-Чинзано (род. 1963), не имели детей и развелись в 1990 году, 2-й муж Карло Гальдо (род. 1954), 2 детей, развод в 1999 году, 3-й муж Фернандино де Конти Брачетти Перетти (род. 1960), 2 детей.
  - Татьяна Мария Гальдо (род. 20 января 1992) - от второго брака
  - Полиссена Гальдо (род. 30 сентября 1993) - от второго брака
  - Космо Мария Тебальдо Маурицио Энрико Брачетти Перетти (род. 11 января 2000) - от третьего брака
  - Бриано Мария Теобальдо Брачетти Перетти (род. 16 апреля 2002) - от третьего брака
- Генрих Донатус Филипп Умберто Гессенский (род. 17 октября 1966), женат с 2003 года на  Флории фон Фабер-Кастелл (титул графа может носить только один в роду) (род. 1974). Супруги имеют дочь и двух сыновей:
  - Паулина Гессенская (род. 26 марта 2007)
  - Мориц Гессенский (род. 26 марта 2007)
  - Август Гессенский (род. 24 августа 2012)
- Елена Мадлен Элизабет Гессенская (род. 8 ноября 1967), имеет внебрачную дочь от связи с Массимо Каяццо (род. 1976):
  - Мадлен Иммакулата Татьяна Тереза Каяццо (род. 29 ноября 1999)
- Филипп Робин Гессенский (род. 17 сентября 1970), женат с 2006 года на Летиции Бехтольф (род. 1978), от брака с которой у него сын и дочь:
  - Елена Маргарита Лотти Кристиана Елизавета Гессенская (род. 5 декабря 2006)
  - Тибо Гессенский (род. 24 августа 2008)